# Antilophia bokermanni
Antilophia bokermanni là một loài chim trong họ Pipridae.

## Hình ảnh

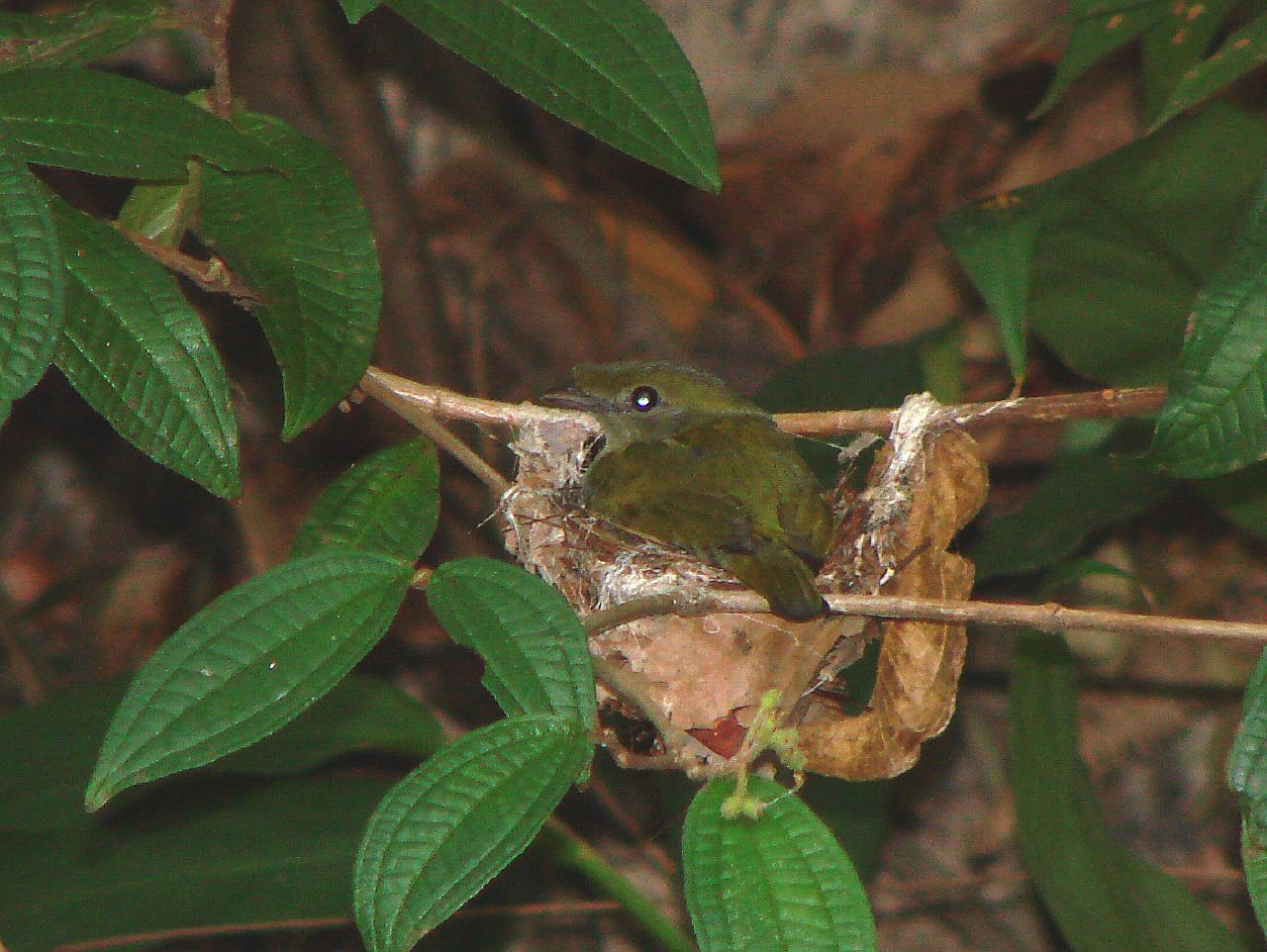
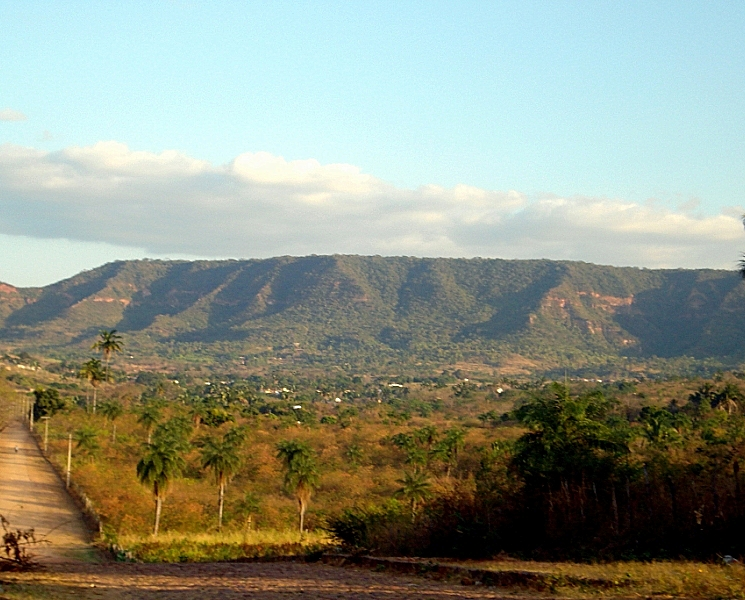